# Parachalciope furcifera
Parachalciope furcifera là một loài bướm đêm trong họ Noctuidae.